# Société philanthropique
 (août 2017).
Si vous disposez d'ouvrages ou d'articles de référence ou si vous connaissez des sites web de qualité traitant du thème abordé ici, merci de compléter l'article en donnant les références utiles à sa vérifiabilité et en les liant à la section « Notes et références ».
La Société philanthropique est la plus ancienne société de bienfaisance non confessionnelle de France. Elle a été fondée en 1780 sous le patronage de Louis XVI et reconnue d'utilité publique en 1839 par Louis-Philippe.
Les fondateurs sont : Savalette de Langes, le vicomte de Tavannes, Camus de Pontcarré, Blin de Sainmore, de Saint-Martin, le docteur Girard et le docteur Jeanroy.
Elle gère aujourd’hui 42 établissements et services répartis dans cinq domaines d’activité : enfance, handicap, soin, logement, insertion et personnes âgées. Ils sont financés par les pouvoirs publics à environ 85 % et fonctionnent en gestion propre pour les autres activités.

## Historique

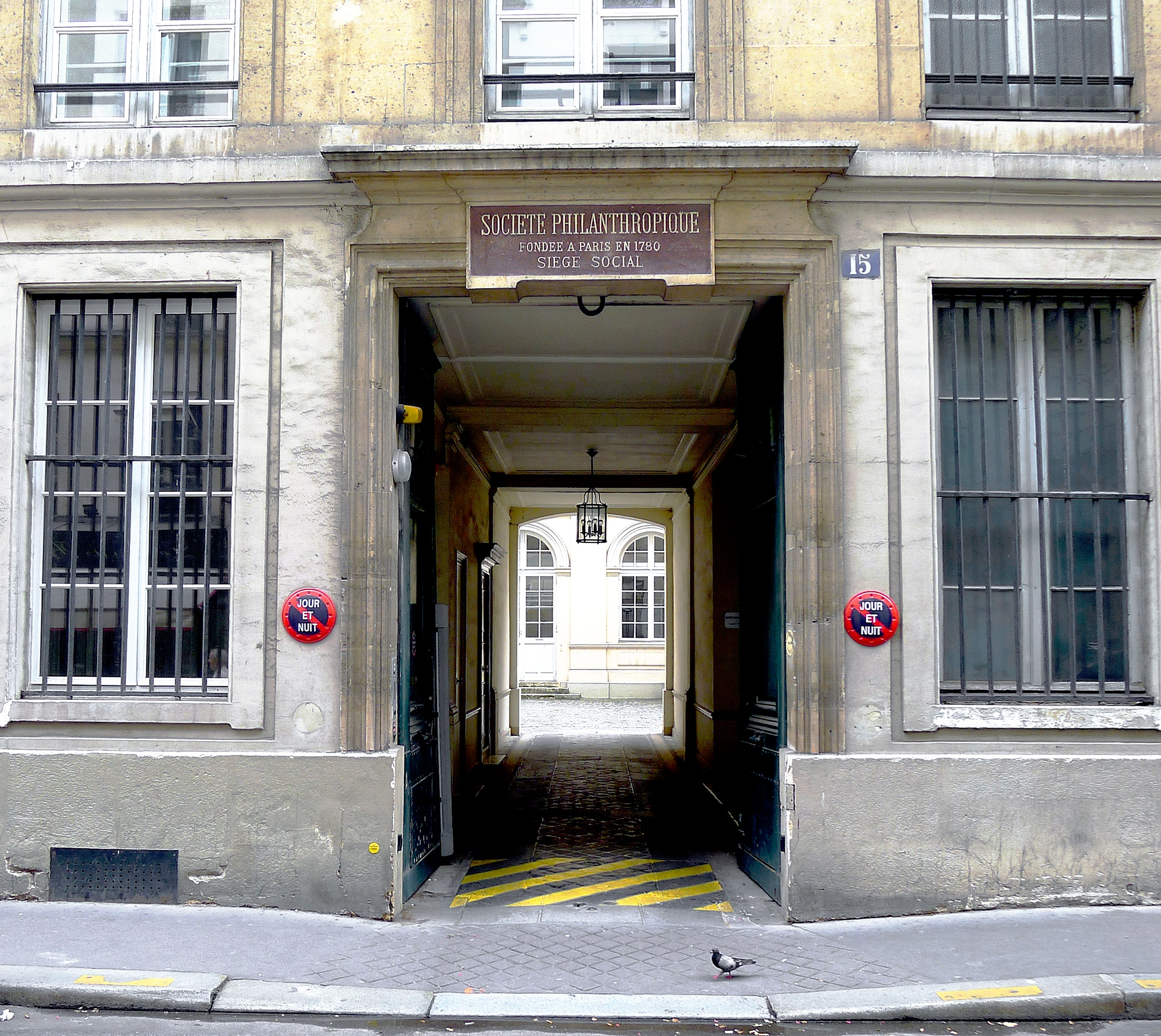
Siège de la Société philanthropique, n°15 rue de Bellechasse à Paris.

En 1780, sept personnes (Savalette de Langes, le vicomte de Tavannes, Camus de Pontcarré, Blin de Sainmore, de Saint-Martin, le docteur Girard et le docteur Jeanroy) s’associent pour fonder la Société philanthropique. Ces membres fondateurs ont pour but d’aider leurs contemporains les plus démunis en veillant « à secourir par le concours de leur fortune ou de leur lumière, la vertu indigente et souffrante ». Une des originalités de la Société philanthropique est de constituer une société laïque, ouverte à tous les courants de pensée « sans distinction d’opinion et de croyance» et avec la volonté «de rendre toute sa dignité à la personne que l’existence a maltraitée ». 
Au cours de ses deux siècles d’existence, la Société philanthropique s'est adaptée aux nécessités de chaque époque tout en restant fidèle à l’idéal de générosité et de partage qui animait les fondateurs.
On peut distinguer dans son histoire trois grandes périodes : les débuts, l’essor, et le développement en partenariat avec les pouvoirs publics.

### De 1780 à 1800
Les premières actions de la Société philanthropique sont constituées par des aides directes auprès d’un public parisien parfaitement défini : octogénaires, parents de familles nombreuses, ouvriers victimes d'accident du travail, jeunes aveugles.
À ces secours s’ajoutent des actions qui vont contribuer à la rapide notoriété de l’association. L’ouverture avec Valentin Haüy, en 1785, de l’École de lecture pour jeunes aveugles, permet l’obtention de fonds considérables avec notamment une subvention royale et en 1789, la protection formelle du roi Louis XVI. Six ans après sa création, dès 1786, la Société philanthropique comptait déjà 500 associés.
Très rapidement, une organisation structurée se met en place. Diverses catégories de membres se constituent parmi lesquelles se forme un comité avec des officiers de la Société (un président, deux vice-présidents, un trésorier, neuf commissaires généraux et un rapporteur). Les commissaires généraux sont chargés de la distribution des secours dans les différents quartiers de Paris.
En 1788, la Société de Charité maternelle, dédiée à l'assistance aux mères nécessiteuses, voit le jour sur le modèle de la Société Philanthropique, à l'initiative de Anne-Françoise de Fougeret et sous le patronage de la reine Marie-Antoinette.

### De 1800 à 1950
En 1800, le duc de la Rochefoucauld refonde la Société, avec le banquier Delessert, les hommes d'État Gérando, Pastoret, et Mathieu de Montmorency-Laval .
Pendant cette période, les dirigeants montrent leur créativité, leur imagination et leur modernité. Ils inventent :
- des soupes économiques (dès 1800) devenues rapidement des « fourneaux économiques » (préfigurant les Restos du cœur) ;
- des dispensaires qui assurent des soins aux adultes et des distributions de médicaments dès 1803 puis, à partir de 1883, des dispensaires spécifiquement destinés aux enfants ;
- des primes dites d’encouragement dès 1843 pour favoriser ou développer l’installation de jeunes ouvriers méritants et créer des ateliers ;
- un soutien à la création de sociétés de secours mutuels et de prévoyances dès 1804 ;
- des solutions d’hébergement : asiles de nuits pour femmes et enfants créés en 1879 puis asiles maternels, centres d’accouchements plus petits et plus hygiéniques favorisant la diminution de la mortalité des nouveau-nés (1870), premières habitations économiques (1889), ancêtres des HLM.

En 1839, la reconnaissance d’utilité publique vient renforcer la notoriété de l’association. Un décret de 1883 autorise la Société philanthropique à recevoir dons et legs. C’est à partir de cette époque que des dons provenant de grandes familles fortunées favorisent le développement de l’œuvre de la Société philanthropique : familles Heine, Stern, Roze, Goüin, Greffulhe, Brincard, Lebaudy, Delius-Andral, Gutierrez de Estrada…
Tous les membres de la Société philanthropique ont à cœur de s’impliquer fortement dans le fonctionnement de l’association. Ainsi dès le début du XIXe siècle, chaque membre de l’association reçoit des bons de fourneaux à distribuer aux nécessiteux pour bénéficier des soupes gratuites , ainsi que des cartes de dispensaires à remettre aux malades qu’ils désirent faire soigner.
Au début du XXe siècle, des membres éminents de la Société philanthropique consacrent beaucoup de temps à visiter les différents établissements et à organiser des manifestations, avec la participation très importante du Comité des dames qui contribue à recueillir des fonds.
Pour assurer le fonctionnement des établissements, la Société philanthropique fait appel en grande partie à des congrégations religieuses : les Sœurs de Saint-Joseph de Cluny, les Filles de la Sagesse, les Dominicaines de Monteils, les Filles de la Sainte Vierge, les Ursulines de Tours, les religieuses de l'Assomption, entre autres. Ce choix reflète les convictions religieuses et morales d’une grande majorité des membres de la Société philanthropique, mais s’explique aussi par des raisons économiques. En effet, les charges de personnel sont à cette époque intégralement supportées par les ressources propres de l’association.

### De 1950 aux années 2000
L’environnement dans lequel évolue la Société philanthropique depuis son origine est profondément bouleversé à l’issue de la Seconde Guerre mondiale avec la place de plus en plus prépondérante de l’État dans l’action sociale, de la création de la Sécurité sociale, et des règlementations devenues plus strictes. 
Ces bouleversements ont des répercussions importantes sur la place de l’association dans l’action sociale, sur les conditions de fonctionnement de ses établissements et même sur son dynamisme créatif.
Le départ progressif des congrégations religieuses et leur remplacement par du personnel laïc a entraîné un accroissement considérable des charges de personnel dans le budget de fonctionnement des établissements. De plus, la part croissante du financement par l’État des établissements conventionnés appartenant à la Société philanthropique impose à celle-ci des normes toujours plus importantes. D’un autre côté, le développement de la prise en charge par l’État des besoins sociaux, a conduit l’association à cesser certaines activités pour se consacrer aux domaines dans lesquels les besoins sont les plus importants.
Cette période correspond ainsi à la fin des fourneaux économiques (1961) et des asiles de nuit. De même, l’activité des dispensaires cesse progressivement, le relais étant pris par les hôpitaux publics.
À partir des années 2000, le partenariat de l’association avec les pouvoirs publics s’étend aux trois quarts environ de son activité. 
Entre 1950 et 1975, huit établissements sont créés avec des vocations toutes différentes : handicap, mères-enfants, maison de retraite, foyer d’étudiants. En même temps, s’amorce l’amélioration de l’accueil des publics dans les établissements les plus anciens.
Ce souci constant de la qualité du service rendu aux usagers, amène la Société philanthropique à rénover, reconstruire et améliorer ses lieux d’accueil : reconstruction d’immeubles plus fonctionnels, remise en état de locaux vétustes, installation d’ascenseurs, modernisation des bâtiments.
L’association reprend à cette époque les activités de deux associations : Foyer Saint Joseph et Asile de Drancy.
Cette longue et persévérante action d’adaptation relève bien des valeurs auxquelles se réfère la Société philanthropique : dignité de la personne, amélioration de la qualité de vie de tous, insertion dans la société de ceux que la vie a marginalisés.

### L’association de nos jours
Au cours des dix dernières années, l’association a développé la dimension transversale et participative entre établissements et conduit de nombreux projets de développement, de restructuration et de construction.
Ainsi en 2008, l’EHPAD Zemgor à Cormeilles-en-Parisis a intégré la Société philanthropique, établissement transféré en propriété et gestion par le Comité Zemgor. L’association a entrepris alors un chantier de démolition-reconstruction de 140 lits sur 200 en l’espace de quatre ans (2011-2015).
Par ailleurs la Maison d’enfants du 13e arrondissement de Paris, l’IME Ladoucette à Drancy, le Centre d’accueil de Cannes ont été complètement réhabilités et agrandis. Au sein de l’EHPAD de Châteauvieux un espace de vie protégé pour personnes atteintes de la maladie d’Alzheimer a été créé en 2015.
L’association a par ailleurs conservé des activités fonctionnant sans le concours de financements publics : foyers d’étudiants et de jeunes actifs, résidences pour personnes âgées valides et immeubles.
En décembre 2019, un Espace Solidarité Insertion (ESI) a été créé rue Georgette-Agutte, dans le 18e arrondissement de Paris. Il offre un soutien et un accompagnement aux mères et aux femmes enceintes en situation de grande précarité. 
Entre 2021 et 2023, la Société philanthropique a modifié son organisation en créant 5 pôles d'activité thématiques et géographiques. Elle a également réorganisé ses fonctions supports en les rattachant aux grandes directions du siège associatif. 
En juin 2023, la Société philanthropique a intégré les quatre établissements pour adultes en situation de handicap et environ 250 salariés, gérés jusque là par l'association Pôle Handicap Serge-Dassault située dans l'Essonne. 
En juin 2024, elle a intégré les neuf établissements pour adultes en situation de handicap et environ 350 salariés, gérés jusque là par l'association Les Papillons Blancs de l'Essonne. 
Enfin, de nouveaux projets sont en préparation pour les années futures dans le but de rénover et adapter les établissements mais également d'étendre leurs capacités et d'y créer de nouvelles activités.

## Projet associatif (2024-2028)
Jusqu’en 2028, la Société philanthropique entend concentrer ses efforts de développement en Île-de-France et sur deux populations particulièrement en attente de solutions nouvelles pour lesquelles son expertise est multiséculaire :
- Les personnes en situation de handicap,
- Les femmes en difficulté.

Elle pourra également répondre à des besoins locaux exprimés par ses partenaires publics, ou aux demandes de coopération d’autres associations, dans deux autres de ses domaines de compétence :
- Les personnes âgées,
- Les enfants et adolescents à protéger.

Elle maintiendra ses activités dans les domaines de la santé et du logement.
Cinq grands enjeux structurent le Projet Associatif 2024-2028 :
- Réaffirmer la pluralité des publics, des métiers et des territoires de l’Association
- Promouvoir un accompagnement bienveillant et bien traitant étayé par une politique Qualité associative
- Favoriser l’engagement et la satisfaction des professionnels
- Poursuivre le développement des pôles
- Renforcer la notoriété de l’Association

Ils sont complétés par quatre objectifs relatifs à l’accompagnement des personnes :
- Réaffirmer le principe de libre choix de la personne accompagnée
- Formaliser une politique Qualité associative
- Participer aux politiques d’inclusion
- Poursuivre le travail engagé sur la fluidité des parcours

Ainsi que par cinq engagements en matière de ressources humaines et de qualité de vie au travail :
- Poursuivre l’amélioration des conditions de travail en veillant du mieux possible au bien-être physique et psychologique des salariés.
- Faire, toujours plus, du management un levier de la qualité de vie au travail
- Veiller à l’équilibre entre vie privée et vie professionnelle grâce à une gestion du temps de travail optimisée
- Continuer à renforcer une culture associative commune en permettant la création de liens entre professionnels des différents établissements et en développant un réel sentiment d’appartenance
- Promouvoir encore la mobilité et la promotion internes ainsi que la formation individuelle

Un enjeu transversal a également été adopté concernant la démarche de Responsabilité sociale et environnementale (RSE), qui fait suite à la réalisation du bilan carbone de la Société philanthropique.

## Présidents
- 1780 : Savalette de Langes
- 1782 : vicomte de Tavannes
- 1783 : duc de Béthune-Charost
- 1800 : Emmanuel de Pastoret
- 1816 : Charles Ferdinand d'Artois
- 1820 : Emmanuel de Pastoret
- 1830 : Louis d'Orléans
- 1844 : Molinier de Montplanqua

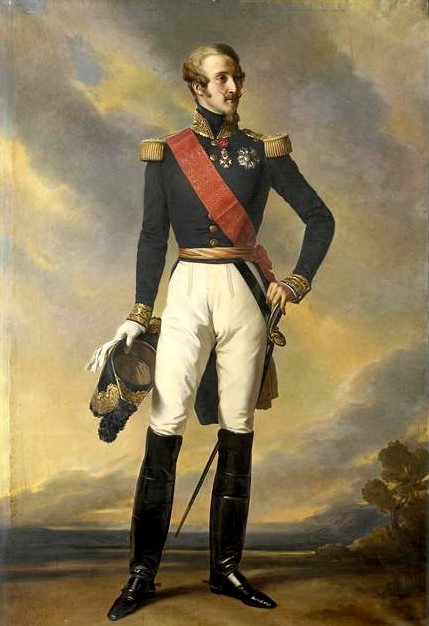
Louis d'Orléans.

- 1849 : duc de La Rochefoucauld-Liancourt
- 1875 : Anne Henri Victurnien de Rochechouart de Mortemart
- 1883 : Auguste d'Arenberg
- 1916 : Louis de Vogüé
- 1948 : duc de Guiche puis de Gramont
- 1985 : Guillaume de Montferrand
- 2003 : Marie-France Lepic
- 2013 : Louis de Montferrand

## Établissements gérées par la Société philanthropique

### Protection de l’enfance
- Centre d’accueil parents-enfants : Villa Excelsior, no 9 avenue de la Californie, Cannes.
- Maison de la mère et de l’enfant : no 44 rue Labat, Paris.
- Abri temporaire d’enfants : no 35 avenue de Choisy, Paris.

### Soin enfants-adulte
- Hôpital Goüin, no 2 rue Gaston Paymal, Clichy.
- Centre médico-psychologique, no 20 rue Championnet, Paris.

### Logement-insertion

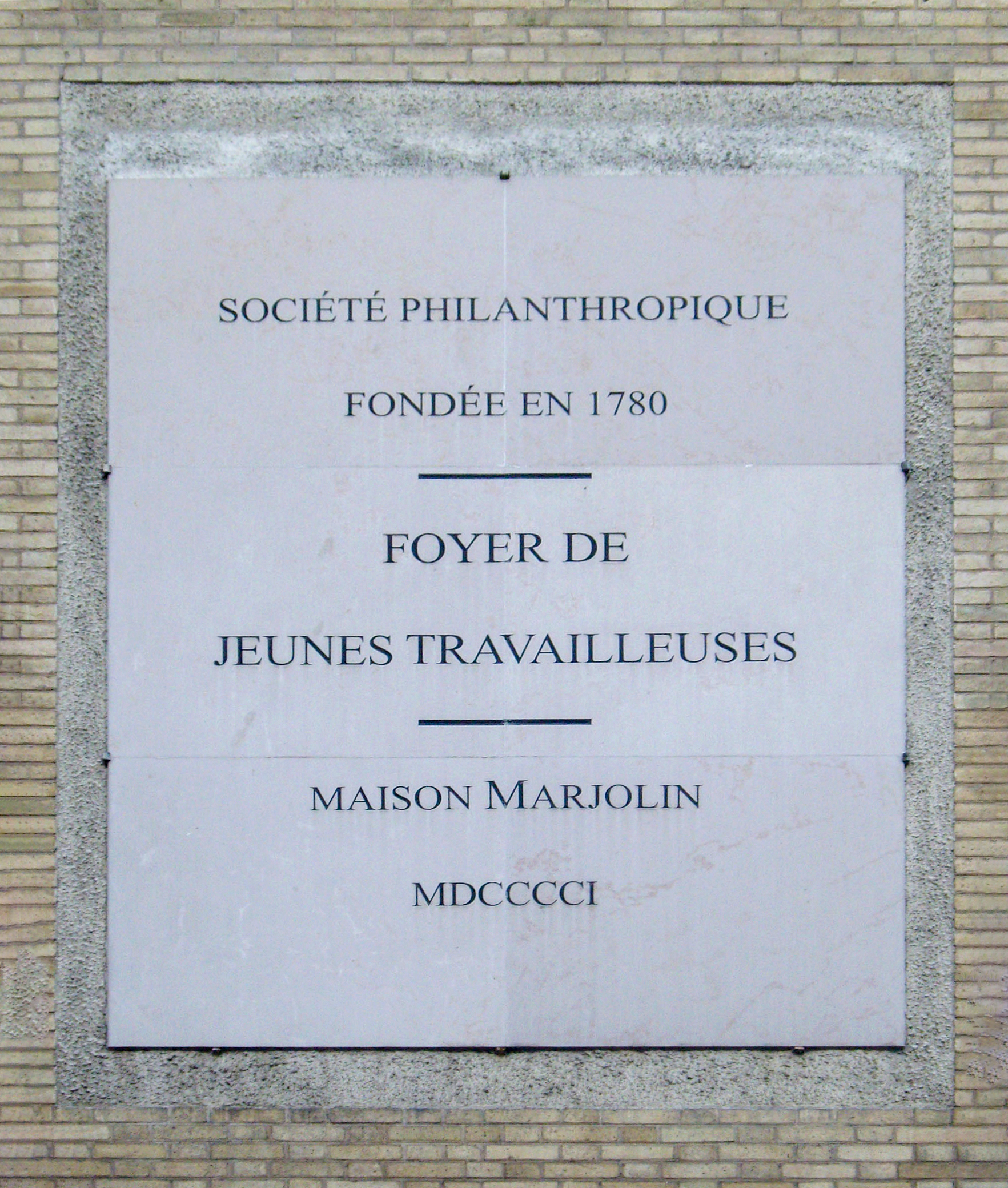
Plaque au n°37 rue Eugène-Carrière.

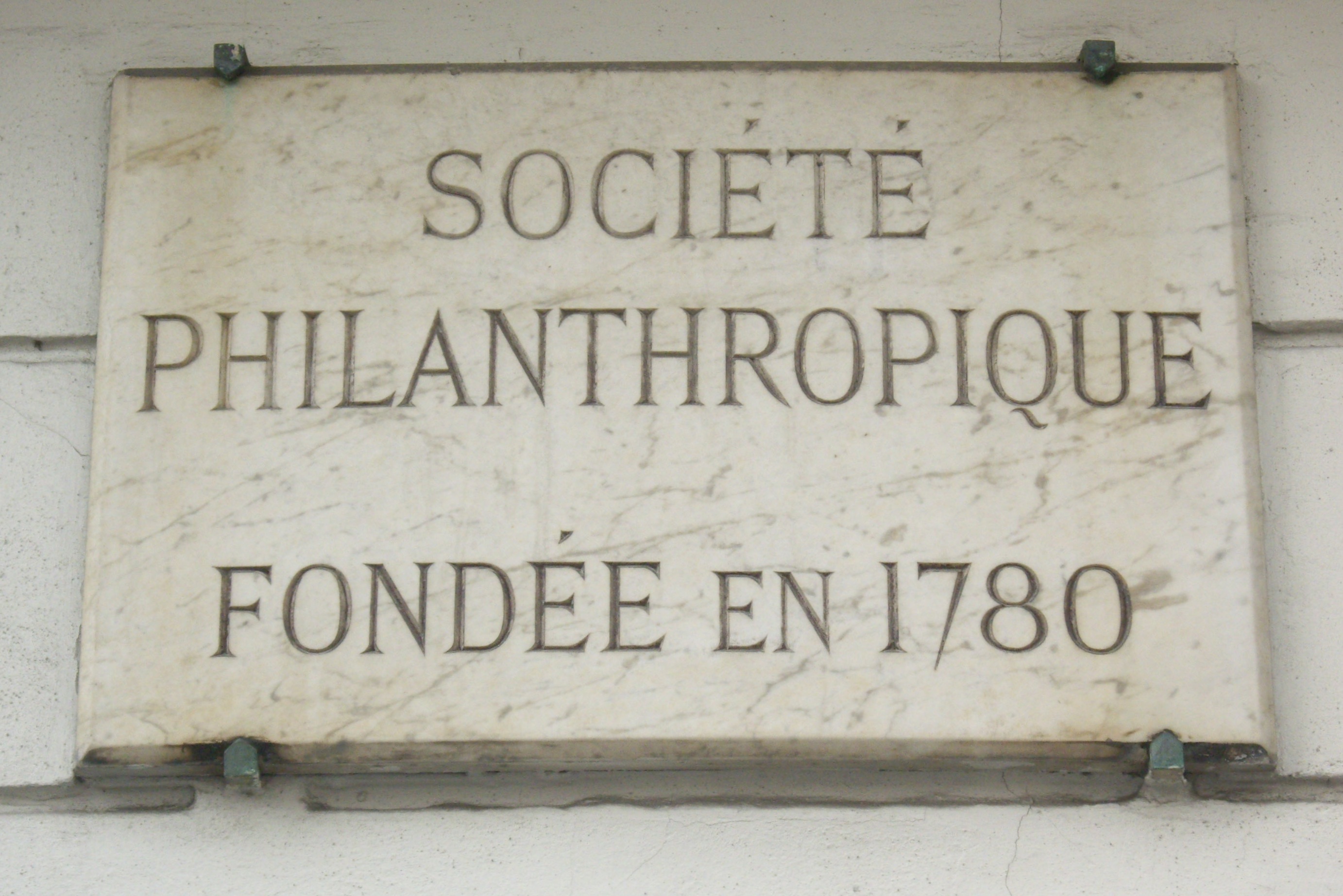
Plaque n°45 rue Jeanne-d'Arc.

- Centre de gestion des logements sociaux, no 15 rue de Bellechasse, Paris.
- Foyer Marjolin, no 37 rue Eugène-Carrière, Paris
- Centre d’accueil international, no 9 rue du Moulin-Vert, Paris
- Foyer Les Feuillantines, no 12 rue des Feuillantines, Paris
- Foyer Arenberg, no 97 rue de Meaux, Paris (fondation Jacques-Stern)
- ESI Georgette Agutte, no 11 rue Georgette-Agutte, Paris
- CHRS Merice Agutte, no 5 passage du Trône, Paris et no 9 rue Georgette-Agutte, Paris
- Anciennement : premier immeuble social n°45 rue Jeanne-d'Arc, Paris
- Centre d'accueil pour les sans-abri, 65 boulevard de Grenelle, Paris

### Handicap enfants-adultes
- Hôpital Goüin, no 2 rue Gaston-Paymal, Clichy.
- IEM Le château de Bailly, no 2 Grand'rue, Bailly.
- Centre Médico-Psychologique, no 20 rue Championnet, Paris
- IEM Croix-Faubin, 1 rue de la Croix Faubin, Paris (fondation Jacques-Stern)
- IME Ladoucette, 8 rue Thibault, Drancy
- SESSAD L'Escabelle, 8 rue Thibault, Drancy
- Foyer de vie Saint Joseph, 2 rue Gustave et Martial-Caillebotte, Paris
- Maison Harmonia, Levallois-Perret

### Accueil de personnes âgées
- Résidence Greffuhle (EHPA), no 115, rue Chaptal, Levallois-Perret.
- Résidence Marthe-Andrée Lucas (EHPA), no 26, boulevard Maillot, Neuilly-Sur-Seine.
- EHPAD Le Château, no 1, rue Paul Andral, Châteauvieux.
- EHPAD Guttierez de Estrada, no 28, avenue de Bellevue, Brunoy.
- Résidence médicalisée Zemgor, no 35, rue du Martray, Cormeilles-en-Parisis.

### Immeubles
- 62 avenue Jean-Jaurès, Paris
- 18 rue Joseph-Gaillard, Vincennes
- 187 boulevard Murat, Paris
- 35 rue d'Hautpoul, Paris
- 23/25 rue d'Alsace, Clichy (fondation Goüin)
- 61 rue Carnot, Boulogne-Billancourt
- 13 bis rue Ambroise-Paré, Paris
- Maison Georges-Picot, 77 rue de Clignancourt, Paris
- 17 rue Pixérécourt, Paris
- 5-7 passage de Melun, Paris
- 69 rue Madame, Paris

### Sources
- Vicomte d'Haussonville, Centenaire de la Société (1780-1880), Notice historique et rapport, Paris, 1880.
- Noëlle Dedeyan, Histoire de la Société philanthropique, 1780-2000, 2002
- Octave Festy, La Société philanthropique de Paris et les sociétés de secours mutuels (1800-1847), Revue d'histoire moderne et contemporaine, 1911, 16-2, pp. 170-196
- Jean-Francois Payen, Notice historique sur la société philantropique de Paris fondée en 1780, A. Henry, 1846
- Collectif sous la direction de Brigitte Vigroux, La Société Philanthropique, c'est toute une histoire, Éd. Comme un éditeur pour le compte de la Société philanthropique, juin 2022,  (ISBN 979-10-95275-02-2)